# Rudolf Koloc
Rudolf Koloc (* 1950 in Dresden-Räcknitz) ist ein deutscher Theaterregisseur.

## Leben
Rudolf Koloc wuchs in Dresden auf und schloss die Schule 1968 mit dem Abitur ab. Er begann ein Architekturstudium an der TU Dresden und wurde nach dem Vortrag eigener Gedichte im Studentenklub „Bärenzwinger“ 1969 aus politischen Gründen exmatrikuliert. Er wurde Bühnenarbeiter am Staatsschauspiel Dresden. Von 1971 bis 1974 studierte er an der Staatlichen Schauspielschule Rostock. Als Absolvent ging er 1974 an das Theater Senftenberg. 1977 war er als Schauspieler (Rolle: Max) beteiligt an der Uraufführung „Lisa“ von Paul Gratzik, Regie: Karin Wolf, im Kulturpalast Dresden. 1978 folgte ein Engagement an das Mecklenburgische Staatstheater Schwerin. 1980 führte er dort seine erste Regie, „Kap der Unruhe“ von Alfred Matusche. Er dramatisierte 1981 „Transportpaule“ von Paul Gratzik, Regie: Christoph Schroth, Transportpaule: Herbert Olschok. 1984 inszenierte er „Draußen vor der Tür“ von Wolfgang Borchert mit Axel Werner als Beckmann, diese Inszenierung lief 4 Jahre und Rudolf Koloc ist Mitglied der Internationalen Wolfgang-Borchert-Gesellschaft. 1986 arbeitete er zunächst als Gast, ab 1987 fest als Regisseur an der Volksbühne Berlin. Von 1992 bis 1995 war er Schauspieldirektor am Kleist-Theater in Frankfurt an der Oder, danach arbeitete er freischaffend vor allem am Brandenburgischen Staatstheater Cottbus und am theater 89 in Berlin, weitere Stationen waren die Vorpommersche Landesbühne Anklam, die Hochschule für Musik und Theater Rostock, das Volkstheater Rostock, die Hochschule für Musik und Theater Bern, das Südthüringische Staatstheater Meiningen und die Hochschule für Schauspielkunst „Ernst Busch“ Berlin. 2005 Berufung zum Professor für Schauspiel an der Hochschule für Schauspielkunst „Ernst Busch“. 2015 wurde Rudolf Koloc emeritiert. Er lebt in Berlin.

## Theater (Regie, Auswahl)
- 1984: Wolfgang Borchert: Draußen vor der Tür, Mecklenburgisches Staatstheater Schwerin
- 1986: Manfred Karge: Jacke wie Hose,  Mecklenburgisches Staatstheater Schwerin
- 1987: Hans Fallada/Tankred Dorst: Kleiner Mann, was nun?, Volksbühne Berlin
- 1987:	Manuel Puig: Der Kuß der Spinnenfrau, Volksbühne Berlin
- 1987: Michail Bulgakow: Der Meister und Margarita Regie-Partner von Siegfried Höchst – Volksbühne Berlin
- 1988:	Lothar Trolle: Weltuntergang Berlin, Mecklenburgisches Staatstheater Schwerin
- 1988: Samuel Beckett: Warten auf Godot, Regie-Partner von Siegfried Höchst, Volksbühne Berlin
- 1989: William Shakespeare: Hamlet, Regie-Partner von Siegfried Höchst – Volksbühne Berlin
- 1991: Marguerite Duras: Die Englische Geliebte, Volksbühne Berlin
- 1992: Heinrich von Kleist: Penthesilea, Kleist-Theater Frankfurt (Oder)
- 1992: John Hopkins (Drehbuchautor): Verlorene Zeit, Kleist-Theater Frankfurt (Oder)
- 1993: Jean Paul Sartre: Die Troerinnen, Kleist Theater Frankfurt (Oder)
- 1994: Henrik Ibsen: Baumeister Solneß, Kleist-Theater Frankfurt (Oder)
- 1994: Heinrich von Kleist: Der zerbrochne Krug, Kleist-Theater Frankfurt (Oder)
- 1996: William Shakespeare: Othello, Studioinszenierung am Volkstheater Rostock
- 1997: Heiner Müller: Philoktet, Staatstheater Cottbus
- 1997:	Koloc, frei nach Christa Wolf: Medea, theater 89 Berlin
- 1998: Nicky Silver: Pterodactylus, Staatstheater Cottbus
- 1998:	Patrick Marber: Das Geheimnis von Stuttgart, theater 89 Berlin
- 2000: Friedrich Schiller: Maria Stuart, Staatstheater Cottbus
- 2000:	Euripides: Helena, Staatstheater Cottbus
- 2001:	George Tabori: Mein Kampf, Mecklenburgisches Staatstheater Schwerin
- 2002:	Mark Ravenhill: Gestochen scharfe Polaroids, Staatstheater Cottbus
- 2003:	Martin McDonagh: Der einsame Westen, theater 89 Berlin
- 2008:	Martin Crimp: Die Stadt, Staatstheater Meiningen
- 2009: Yasmina Reza: Der Gott des Gemetzels, Volkstheater Rostock
- 2009: Gotthold Ephraim Lessing: Minna von Barnhelm, bat Studiotheater Berlin
- 2013:	Ferdinand Bruckner:	Die Krankheit der Jugend, bat Studiotheater Berlin
- 2025:	Tennessee Williams:	Die Glasmenagerie, Rheinisches Landestheater Neuss